# نعومي أكيموتو
نعومي أكيموتو (باليابانية: 秋本奈緒美؛ بالكانا: あきもと なおみ) هي مغنية وممثلة يابانية، ولدت في 13 يناير 1963 في ماتسوموتو في اليابان.

## وصلات خارجية
- الموقع الرسمي
- نعومي أكيموتو على موقع IMDb (الإنجليزية)
- نعومي أكيموتو على موقع ميوزك برينز (الإنجليزية)
- نعومي أكيموتو على موقع ديسكوغز (الإنجليزية)
- نعومي أكيموتو على موقع قاعدة بيانات الفيلم (الإنجليزية)